# Isaac Ben Abba Mari
Pour les articles homonymes, voir Abba Mari (homonymie).
Rav Isaac Ben Abba Mari de Marseille, né vers 1122 en Provence, mort vers 1193 à Marseille, est un savant talmudiste et codifieur juif provençal.

## Biographie
Son père, Rav Abba Mari ben Isaac, qui est également son professeur, est vers 1170 le sénéchal du comte de Toulouse Raymond V dans son domaine de Saint-Gilles,.
Isaac n'a que 17 ans lorsqu'il écrit sur les lois de la sheḥitah et des aliments interdits (cacherout).
Il est célèbre pour être l'auteur d'Ittur Soferim (ou Sefer ha- ̔Ittur), écrit en langue shuadit vers 1179-1189, un code de loi civile et religieuse composé de trois parties : la première sur la jurisprudence, le mariage et le divorce ; la seconde sur le tsitsit, le tefiline, la circoncision et les interdits alimentaires ; et la dernière sur les fêtes juives. À l'origine, ce livre connait un grand succès et beaucoup de talmudistes espagnols et allemands s'y réfèrent. Il est par la suite supplanté par l'Arbaa Tourim de Rav Yaakov ben Asher (1270-1340), livre dans lequel il est fréquemment cité.
Le livre appartient aux œuvres classiques de la littérature rabbinique en France et Isaac y démontre une connaissance du Talmud presque inégalée à son époque.